# Palladium (Stockholm)
 For alternative betydninger, se Palladium (flertydig). (Se også artikler, som begynder med Palladium)
Palladium var en biograf i Stockholm og var en af Svensk Filmindustris flagskibe. Palladium lå på Kungsgatan 65, hvor Casino Cosmopol ligger i dag.
Biografen åbnede 1918. Den sidste forestilling gik den 27. januar 1987 med James Bond-filmen Never Say Never Again.
Den 6. oktober 1941 var der gallapremiere på filmen Borte med blæsten. Over 5000 tilskuere stod på gaden for at se berømthederne og kongefamilien.
59°20′06.9″N 18°03′18.69″Ø / 59.335250°N 18.0551917°Ø